# Шереметьево (Владимирская область)
Шереметьево — упразднённая деревня в Вязниковском районе Владимирской области России.

## География
Урочище находится в северо-восточной части области, в зоне хвойно-широколиственных лесов, в пределах Волжско-Окского междуречья, на правом берегу реки Мотры, на расстоянии примерно 26 километров (по прямой) к юго-западу от города Вязники, административного центра района.

### Климат
Климат характеризуется как умеренно континентальный. Средняя температура воздуха самого холодного месяца (января) — −11,1 °C (абсолютный минимум — −48 °С), средняя максимальная температура воздуха (июля) — +23,3 °С (абсолютный максимум — +37 °С). Годовое количество атмосферных осадков составляет около 607 мм, из которых 413 мм выпадает в период с апреля по октябрь.

## История
В «Списке населенных мест Владимирской губернии по сведениям 1859 года» населённый пункт упомянут как удельная деревня Вязниковского уезда, расположенная при речке Мотре, в 30 верстах от уездного города. В деревне насчитывалось 17 дворов и проживало 145 человек (78 мужчины и 67 женщин).
По состоянию на 1905 год, в Шереметьеве имелось 25 дворов и проживало 114 человек. В административном отношении деревня входила в состав Никологорской волости.
По данным 1926 года в деревне имелось 33 крестьянских хозяйства и проживало 183 человека (84 мужчин и 99 женщин). Являлась частью Коротихинского сельсовета.